# Sergio Ferrari (calciatore)
Sergio Ferrari (Rivergaro, 28 agosto 1906 – ...) è stato un calciatore italiano, di ruolo attaccante.

## Carriera
Debutta in massima serie con la Reggiana nel 1927-1928, totalizzando in due stagioni 9 presenze. Dopo la nascita della Serie B, disputa altre 6 partite nel campionato 1929-1930, prima della retrocessione in Prima Divisione avvenuta al termine della stagione.